# Dorferkamm

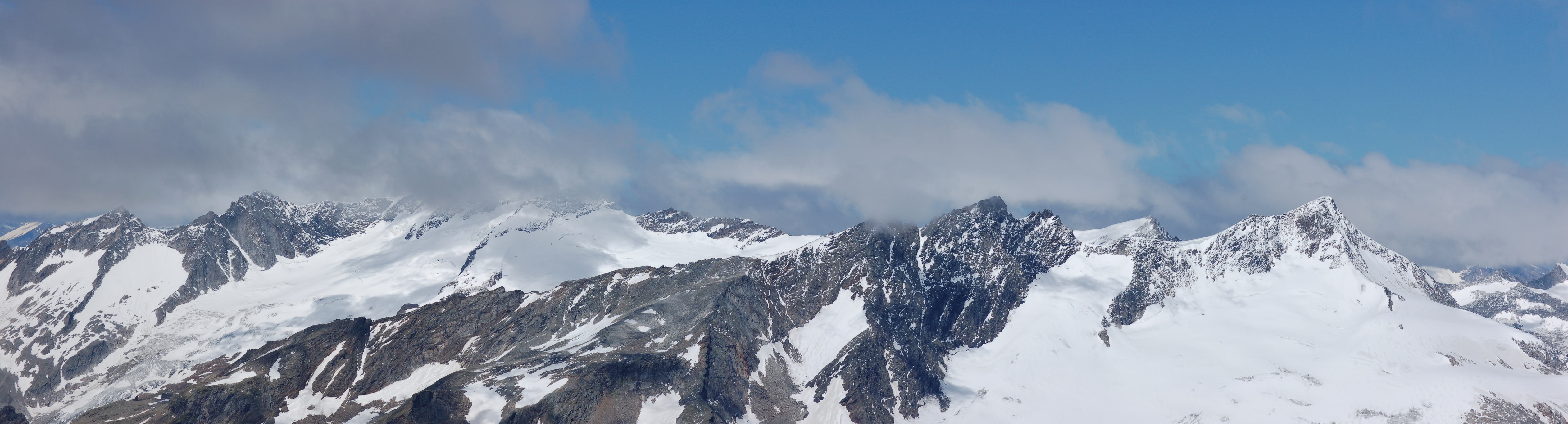
Der felsige Nordteil des Dorferkamms vor dem Hauptkamm des Mittleren Teils der Venedigergruppe

Der Dorferkamm ist ein Gebirgskamm der Venedigergruppe im Osttirol (Tirol). Höchster Gipfel des Dorferkamms ist der Große Happ (3352 m ü. A.). Der Dorferkamm verdankt seinen Namen dem östlich gelegenen Hinterbichler Dorfertal.

## Lage

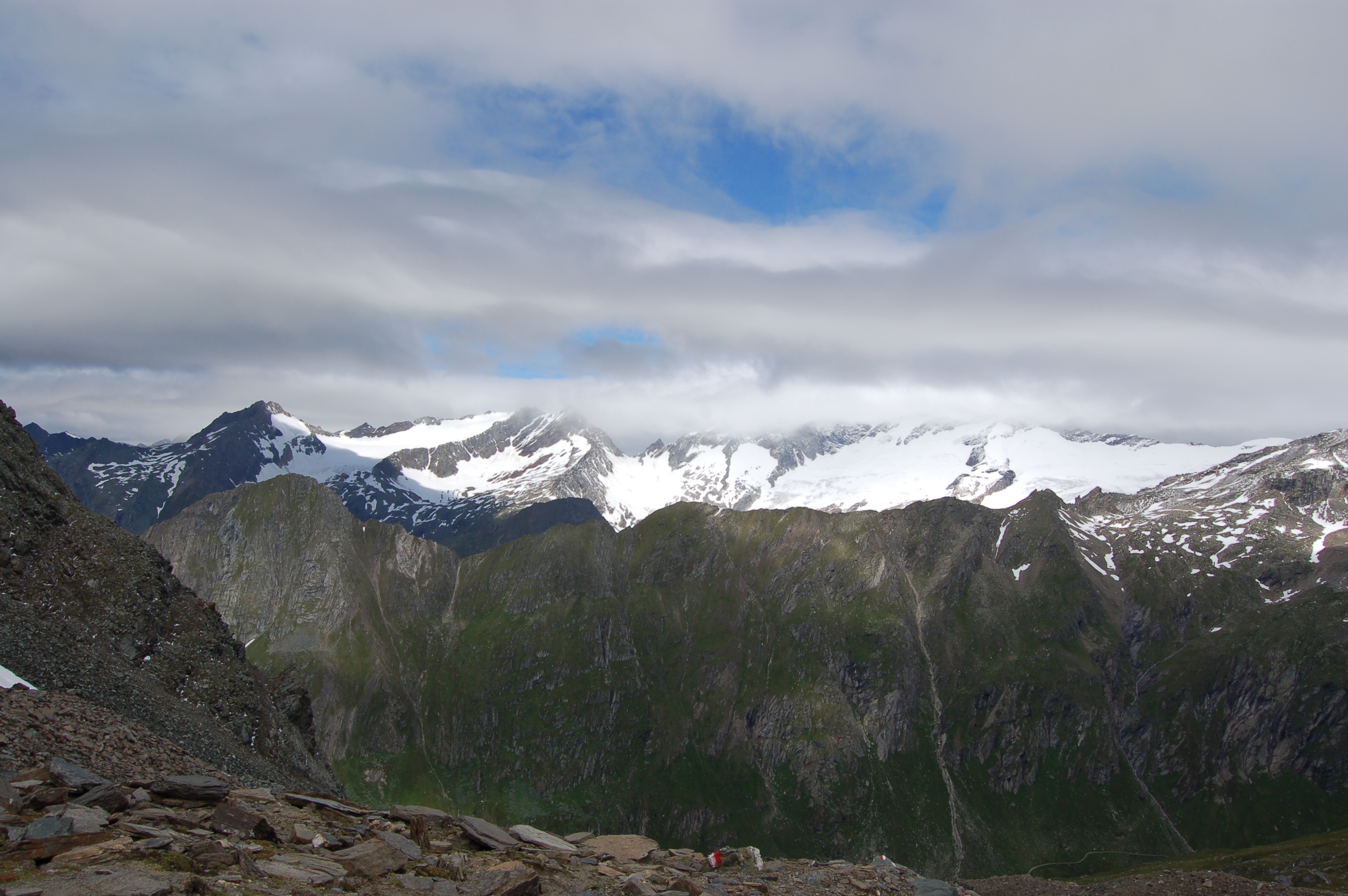
Der Mittelteil des Dorferkamms

Der Dorferkamm erstreckt sich südlich des sogenannten Venedigerstocks von Norden nach Süden. Er wird im Westen vom Maurertal bzw. dem Maurerbach und im Osten vom Hinterbichler Dorfertal bzw. vom Dorfer Bach und im Süden vom Virgental bzw. von der Isel begrenzt. Im Norden bildet die Happscharte zwischen dem Großen Happ und dem Großen Geiger die Grenze zum Hauptkamm des Mittleren Teils der Venedigergruppe. Die Gipfel des Dorferkamms reihen sich von Norden nach Süden fast ausschließlich auf einer Linie aneinander, lediglich der Kleine Geiger und der Kleine Happ liegen etwas abseits der Hauptlinie. Die Höhe der Berggipfel nimmt dabei von Norden nach Süden kontinuierlich ab. Einzig vergletscherter Berg des Dorferkamms ist der Große Happ, dessen Westflanke vom Maurerkees und dessen Ostflanke vom Dorferkees bedeckt ist. Der nördliche Teil des Dorferkamms nördlich des Türmljochs liegt in der Kernzone des Nationalparks Hohe Tauern. Nächstgelegene Siedlungen sind Ströden und Hinterbichl im Süden (Gemeinde Prägraten am Großvenediger).

## Tourismus
Das Dorfer Tal und das Maurer Tal sind jeweils durch einen markierten Wanderweg von Süden nach Norden erschlossen. Über das Türmljoch sind die beiden Wege zudem durch den Schweriner Weg verbunden. Im hinteren Dorfer Tal befindet sich die Johannishütte, im hinteren Maurer Tal die Essener-Rostocker-Hütte. Der Dorferkamm selbst ist hingegen kaum mit markierten Wegen ausgestattet. Lediglich vom Groderhof hoch über Hinterbichl führt ein minder markierter Weg zum Finsterwitzkopf.

## Gipfel
| - Finsterwitzkopf (2257 m ü. A.) - Göriacher Almkopf (2434 m ü. A.) - Großer Happ (3352 m ü. A.) - Kleiner Geiger (2816 m ü. A.) - Kleiner Happ (2852 m ü. A.) | - Niklaskogel (2791 m ü. A.) - Schlüsselspitze (2776 m ü. A.) - Südlicher Happ (3304 m ü. A.) - Türml (2844 m ü. A.) |